# Parasitporing
Parasitporing (Antrodiella parasitica) är en svampart som beskrevs av Vampola 1991. Enligt Catalogue of Life ingår Parasitporing i släktet Antrodiella,  och familjen Phanerochaetaceae, men enligt Dyntaxa är tillhörigheten istället släktet Antrodiella,  och familjen Steccherinaceae. Arten är reproducerande i Sverige. Inga underarter finns listade i Catalogue of Life.